# Morris Glacier (glaciär i Sydgeorgien och Sydsandwichöarna)
Morris Glacier är en glaciär i Sydgeorgien och Sydsandwichöarna (Storbritannien). Den ligger i den nordvästra delen av Sydgeorgien och Sydsandwichöarna. Morris Glacier ligger 25 meter över havet.
Terrängen runt Morris Glacier är kuperad åt sydost, men åt nordväst är den platt. Havet är nära Morris Glacier norrut.  Trakten runt Morris Glacier är nära nog obefolkad, med mindre än två invånare per kvadratkilometer. Det finns inga samhällen i närheten. Trakten runt Morris Glacier består i huvudsak av gräsmarker.